# Kanzleramt Records
Kanzleramt Records is een Duits platenlabel, dat techno uitbrengt. Het label werd in 1994 in Bad Nauheim opgericht door Bernhard en Heiko Laux. Sinds 1998 is het gevestigd in Berlijn. Sublabels zijn K2 O Records en U Turn.
Musici die op het label uitkwamen zijn onder meer Heiko Laux, Johannes Heil, Diego Hostettler, Anthony Rother, Alexander Kowalski, Christian Morgenstern en Richard Bartz.